# John W. Thomas

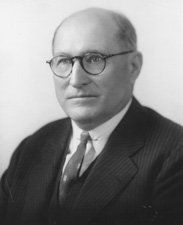
John W. Thomas

John W. Thomas, född 4 januari 1874 i Phillips County, Kansas, död 10 november 1945 i Washington, D.C., var en amerikansk republikansk politiker. Han representerade delstaten Idaho i USA:s senat 1928-1933 och på nytt från 1940 fram till sin död.
Thomas studerade vid Central Normal College i Kansas och arbetade sedan som lärare. Han flyttade 1909 till Idaho och var där verksam inom bankbranschen.
Thomas var borgmästare i Gooding 1917-1919. Senator Frank R. Gooding avled 1928 i ämbetet och Thomas blev utnämnd till senaten fram till fyllnadsvalet senare samma år. Han vann fyllnadsvalet för att få vara kvar till slutet av Goodings mandatperiod men förlorade sedan fyra år senare valet om en sexårig mandatperiod i senaten mot demokraten James P. Pope.
Senator William Edgar Borah avled 1940 i ämbetet och Thomas blev igen utnämnd till senaten. Han vann fyllnadsvalet senare samma år och omvaldes 1942 till en sexårig mandatperiod. Den här gången avled Thomas själv i ämbetet mitt i mandatperioden och han efterträddes av Charles C. Gossett. Thomas grav finns på Elmwood Cemetery i Gooding.